# La Fileuse d'argent
La Fileuse d'argent (titre original : Spinning Silver) est un roman de fantasy de l'écrivaine américaine Naomi Novik, publié en 2018 puis traduit en français et publié en 2020.
La Fileuse d'argent a remporté le prix Locus du meilleur roman de fantasy 2019.

## Résumé
Miryem est la fille d'un prêteur d'une petite ville qui est trop clément avec ses débiteurs et vit donc dans la pauvreté. Lorsqu'ils ne peuvent pas se payer un traitement médical pour sa mère, elle commence à percevoir à sa place: encaisser le paiement non seulement en pièces de monnaie, mais aussi en biens qu'elle revend ensuite. Ce talent pour les affaires la conduit à se décrire comme capable de convertir l’argent en or - ce qui attire l’attention du Staryk, un être surnaturel capable d’apporter l’hiver éternel.

## Éditions
- Spinning Silver, Del Rey Books, 10 juillet 2018, 480 p.  (ISBN 978-0-399-18098-9)
- La Fileuse d'argent, Pygmalion, 22 janvier 2020, trad. Thibaud Eliroff, 496 p.  (ISBN 978-2-7564-2991-5)
- La Fileuse d'argent, J'ai lu, coll. « Imaginaire » no 13226, 12 mai 2021, trad. Thibaud Eliroff, 544 p.  (ISBN 978-2-290-23270-5)